# Órfãs do Rei
De Órfãs do Rei (Portuguees: [ˈɔɾfɐ̃ʒ ðu ʁɐj], weeskinderen van de koning) waren Portugese weesmeisjes die gedurende het Portugese rijk uit Portugal naar de overzeese koloniën werden gestuurd als deel van de kolonisatie-inspanningen van de Portugese regering. Deze Portugese weesmeisjes werden uitgehuwelijkt aan inheemse heersers of Portugese kolonisten.

## Doel en praktijk
Orfãs do Rei betekent "Weeskinderen van de Koning". De weeskinderen waren allemaal vrouwelijk. De vaders van deze kinderen waren Portugese soldaten die waren gesneuveld. De weeskinderen werden naar de overzeese gebiedsdelen van het Portugese rijk gezonden. Er werden meer van deze weeskinderen naar de Aziatische koloniën van Portugal gestuurd dan eerder werd gedacht. Bernard Sta Maria schreef: "Vanaf het jaar 1545 begon koning Johan III van Portugal met alle pracht en praal jonge Portugese vrouwen, bekend als 'Weeskinderen van de Koning', naar India (en het Verre Oosten) te sturen om te trouwen met lokale jonge mannen". Zowel adellijke als niet-adellijke meisjes maakten deel uit van deze órfãs do rei.
Aangezien deze meisjes werden aangeduid als "van de Koning", droeg de Portugese regering zorg voor hun opvoeding en levensonderhoud, zowel voor als nadat ze naar Portugees India werden gestuurd. Met name Goa ontving veel van deze jonge vrouwen. Sommigen werden ook naar Brazilië gestuurd. Het "Opvanghuis van het Kasteel" behoorde tot de organisaties die ervoor zorgden dat deze órfãs do rei naar het buitenland werden gestuurd. De leeftijden lagen tussen 12-30 jaar.
De jonge vrouwen vertrokken zowel vanuit Lissabon als vanuit andere Portugese steden. Ze kwamen aan in Portugees India, waarna de meesten van hen naar Goa werden gestuurd. Stimuleringsmaatregelen, zoals bruidsschatten werden samen met de meisjes geschonken aan potentiële echtgenoten. Er werd bijvoorbeeld door Conde de Redondo 1.000 xerafins aan de bruidsschat toegevoegd om potentiële echtgenoten voor de jonge vrouwen aan te trekken. [15] Vrouwelijke wezen geboren in India hadden niet dezelfde privileges als de órfãs do rei. De bruidsschat bestond uit officiële posities in de regering of land.

## Visie van geschiedkundigen
Frederick Charles Danvers schreef in 1894: 
Het was enige tijd de gewoonte om weesmeisjes vanuit weeshuizen in Lissabon naar India te sturen, met de bedoeling om echtgenoten voor hen te vinden en zo in hun onderhoud te voorzien. Tegelijkertijd was het de bedoeling om de Portugezen in India vrouwen van hun eigen volk te bezorgen, om te voorkomen dat zij met inheemse Indiase vrouwen zouden trouwen. In veel gevallen kregen deze wezen ook bruidsschatten van de staat, soms in de vorm van aanstellingen in overheidsdienst, die weliswaar aan de meisjes zelf werden gegeven, maar die natuurlijk door hun echtgenoten moesten worden vervuld. Ook de dochters van Indische ambtenaren kregen bij hun huwelijk benoemingen als tegenprestatie voor de goede diensten die hun ouders aan de Staat hadden bewezen; in één geval had deze bruidsschat de vorm van de benoeming tot gouverneur van Cranganor.
Eén verhaal vertelde hoe enkele Nederlandse kapers een schip met Portugese weesmeisjes in beslag namen en hen als bruiden meenamen. James Talboys Wheeler schreef in 1881: 
Het was de gewoonte van de koning van Portugal om elk jaar een aantal welgeboren weesmeisjes naar Goa te sturen, met voldoende bruidsschatten om hen in Portugees India echtgenoten te bezorgen. Donna Lucia was een van de drie Portugese weesmeisjes van goede komaf die het jaar daarvoor naar India waren gestuurd. De vloot die hen vervoerde werd aangevallen door de Nederlanders, die enkele van de schepen veroverden en de drie meisjes naar Surat brachten. De meeste eminente kooplieden in Surat waren erop gebrand met hen te trouwen. Alle drie werden protestant en kregen protestantse echtgenoten. Twee waren met hun echtgenoten vertrokken naar Java of elders, maar Donna Lucia was getrouwd met de rijkste Nederlander in Surat en bleef daar. Delia Valle ontdekte echter tot zijn grote vreugde dat Donna Lucia alleen in naam protestant was. Zij was verplicht zich in het openbaar te conformeren aan de protestantse "ketterij", maar was privé katholiek, met medeweten van haar protestantse echtgenoot.